# Robert Sycz
Robert Sycz (Varsóvia‎; 15 de novembro de 1973) é um remador polonês, campeão olímpico.

## Carreira
Robert Sycz competiu no skiff duplo leve 2000, 2004 ela conquistou a medalha de ouro com Tomasz Kucharski.